# Dekanat lubraniecki
Dekanat lubraniecki – jeden z 33 dekanatów rzymskokatolickiej diecezji włocławskiej.
W skład dekanatu wchodzą następujące parafie:
- parafia św. Jana Chrzciciela w Lubrańcu
- parafia Nawiedzenia NMP w Boniewie
- parafia św. Wojciecha Biskupa i Męczennika w Kłobii
- parafia św. Doroty w Orlu
- parafia św. Mateusza Apostoła w Świerczynie
- parafia Miłosierdzia Bożego w Topólce
- parafia Narodzenia NMP w Zgłowiączce

Dziekan dekanatu lubranieckiego
- ks. kan. dr hab. Waldemar Karasiński - proboszcz parafii Lubraniec

Wicedziekan
- ks. Piotr Małecki - proboszcz parafii Świerczyn[1]